# 후쿠도미정
후쿠도미정(일본어: 呼子町)은 사가현 중남부에 위치했던 정이다. 기시마군의 옛 정이다. 2005년 1월 1일에, 기시마군 시로이시정, 아리아케정과 신설합병해, 새롭게 시로이시정이 되었다.

## 지리
마을 전체가 간척지이며 평균 해발고도는 1m나 된다. 여름에는 태풍의 영향을 받기 쉬으며, 예로부터 태풍 피해에 시달려 온 지역이다.

## 역사
- 1889년 4월 1일 - 정촌제 시행에 의해 2개의 촌의 중심으로 구역을 확장해 후쿠도미촌이 성립하였다.
- 1967년 4월 1일 - 정으로 승격해 후쿠도미정이 되었다.
- 2005년 1월 1일 - 기시마군 시로이시정, 아리아케정과 신설합병해 새롭게 시로이시정이 되었다.

## 교통

### 도로
- 국도 444호선